# Wan Light
Wan Light war ein schwedisches Indie-Pop-/Electronica-Duo aus Stockholm.

## Bandgeschichte
Krister Svensson und Magnus Karnock machten bereits lange gemeinsam Musik, bevor sie 2002 als Duo zusammen mit Produzent Björn Öqvist eine neue musikalische Richtung einschlugen und einen Singer-Songwriter-Pop mit elektronischen Klängen auf Indie-Basis entwickelten, der von Labrador Records erfolgreich vertrieben wird. 2003 erschien mit Landmarks And Houses ihre erste EP, 2005 brachte das Duo ihre zweite EP That Grim Reality und ihr Debütalbum Carmaline heraus. Ihr zweiter Longplayer Let's Wake Up Somewhere Else von 2006 erhielt auch außerhalb Schwedens wieder durchwegs positive Kritiken. Es folgten keine weiteren Veröffentlichungen oder Auftritte.

## Trivia
- Der Bandname geht zurück auf einen gleichnamigen Song der Gruppe Orange Juice, der von Edwyn Collins komponiert wurde.

## Diskografie

### Alben
- 2005: Carmaline (Labrador)
- 2006: Let's Wake Up Somewhere Else (Labrador)

### EPs
- 2005: That Grim Reality (Labrador)

### Singles
- 2003: Landmarks and Houses (Labrador)